# Tutto in un giorno (film)
Tutto in un giorno (En los márgenes) è un film del 2022 diretto da Juan Diego Botto, al suo esordio alla regia.

## Trama
Nell'arco di un giorno, la vita di Rafa, avvocato e attivista della Plataforma de Afectados por la Hipoteca che ha da tempo anteposto l'aiutare le famiglie che affrontano lo sfratto alla propria, si intreccia con quella della cassiera sposata Azucena e dell'anziana Teodora, entrambe in procinto di perdere la casa.

## Distribuzione
È stato presentato in anteprima il 5 settembre 2022 alla 79ª Mostra internazionale d'arte cinematografica di Venezia, nella sezione Orizzonti. È stato poi distribuito nelle sale cinematografiche spagnole a partire dal 7 ottobre dello stesso anno e in quelle italiane da BiM Distribuzione a partire dal 2 marzo 2023.

## Riconoscimenti
- 2023 – Premio Goya
  - Candidatura al migliore attore protagonista a Luis Tosar
  - Candidatura alla migliore attrice non protagonista a Penélope Cruz
  - Candidatura al migliore regista esordiente a Juan Diego Botto
  - Candidatura al migliore attore rivelazione a Christian Checa
  - Candidatura alla miglior canzone originale a Eduardo Cruz e Rozalén per En los márgenes